# Heliura lucis
Heliura lucis är en fjärilsart som beskrevs av Butler 1878. Heliura lucis ingår i släktet Heliura och familjen björnspinnare. Inga underarter finns listade i Catalogue of Life.